# Farul din Alexandria

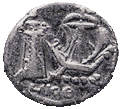
Reprezentare a farului pe o monedă romană

Farul din Alexandria a fost construit în secolul al III-lea î.Hr. în Egipt pe insula Pharos de lângă orașul antic Alexandria (de la această insulă provine și cuvântul românesc „far”). La început farul a fost doar un simbol al portului, apoi a devenit indicator pentru marinari.
Antipater din Sidon⁠(d) l-a numit printre cele șapte minuni ale lumii antice.

## Istorie
Țărmul Alexandriei era prea periculos pentru navele care treceau pe acolo, așa s-a născut ideea de a construi ceva care să indice drumul corect către port.
În anul 290 î.Hr. regele Egiptului Ptolemeu I Soter (în grecește: Ptolemaios I Soter) a început construcția farului, care a fost terminată după moartea lui de către fiul său, Ptolemeu al II-lea Philadelphus.
Farul a fost construit după concepția architectului Sostratus, (Σώστρατος Κνίδιος). Legenda spune că regele Ptolemeu i-ar fi interzis lui Sostratus să-și pune numele pe construcție, dar Sostratus a scris pe baza farului „Eu Sostratus, fiul lui Dexiphanes din Chinidai, ofer această operă Zeilor Navigatori și oamenilor care călătoresc pe mări”; în greacă veche:
ΣΟΣΤΡΑΤΟΣ ΔΕΞΙΦΑΝΟΥ ΚΝΙΔΙΟΣ ΘΕΟΙΣ ΣΩΤΕΡΣΙΝ ΥΠΕΡ ΤΩΝ ΠΛΩΙΖΟΜΕΝΩΝ

## Descriere

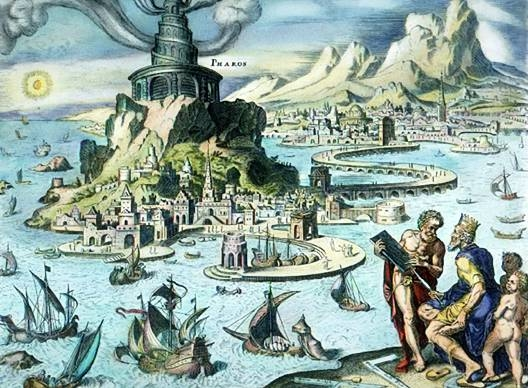
Gravură color de Martin Heemskerck

A fost construit din blocuri uriașe de marmură albă și avea trei niveluri separate. Baza farului avea o formă pătrată și era înaltă de 55.9 m. În mijloc secțiunea farului era de formă octogonală, era gol pe dinăuntru și avea o înălțime de 30 de metri. Din interior ieșeau flăcări care nu se stingeau niciodată, luminând atât noaptea cât și ziua și făcând vizibil drumul spre port.
Partea de sus avea o formă de cerc și era înaltă de 7 metri. Se spunea că flacăra se vedea de la 50-60 km depărtare.
Deasupra farului era o statuie. Nu se știe sigur dacă era statuia lui Poseidon sau a lui Zeus.

## Dărâmare
În 956 un cutremur a zguduit farul, dar nu a făcut mari stricăciuni. Apoi în 1303 și 1323 două mari cutremure au distrus farul. În 1480 mamelucul Qaitbay a construit o fortăreață pe locul farului, folosind structurile și pietrele rămase.
În 1994 aproape de orașul Alexandria niște scafandri au găsit în mare ruinele farului.
Informații prețioase despre far a scris călătorul arab Abou-Haggag Al-Andaloussi. După descrierea făcută de el se poate imagina înfățișarea farului.